# Witiaź (1939)
Witiaź – radziecki statek badawczy.
Po zakończeniu II wojny światowej radziecka oceanografia borykała się z brakiem specjalistycznych jednostek do badań naukowych i musiała korzystać z okrętów wojennych. Pierwszą pełnomorską jednostką zbudowaną z myślą o powstałym w 1946 Instytucie Oceanografii Akademii Nauk ZSRR był „Witiaź” zwodowany w 1949. Był on następcą dwóch wcześniejszych statków o tej samej nazwie: korwety, którą Nikołaj Mikłucho-Makłaj w 1871 popłynął badać wody Nowej Gwinei oraz jednostki, która w latach 1886–1889 odbyła podróż dookoła świata i dokonała cennych badań na Pacyfiku.
„Witiaź” z 1949 miał 5500 DWT i był wyposażony w dwanaście laboratoriów naukowych. Zakończył służbę w 1979, zastąpiony przez kolejną jednostkę o tej samej nazwie, zbudowaną w Stoczni im. Adolfa Warskiego w Szczecinie.